# 알레산드로 알토벨리
알레산드로 알토벨리(이탈리아어: Alessandro Altobelli alesˈsandro altoˈbɛlli[*], 1955년 11월 28일, 라치오 주 손니노 ~)는 이탈리아의 전직 프로 축구 선수로, 현역 시절 공격수로 활약했으며, 이탈리아 국가대표팀 일원으로 1982년 월드컵 우승을 거둔 주역이었다. 가냘픈 체구로 "바늘"(Spillo)이라는 별칭이 붙은 알토벨리는 골 결정력이 뛰어난 선수로, 1970년대 말부터 1980년대까지 이탈리아 역사상 가장 효율적인 스트라이커로 손꼽힌다. 알토벨리는 코파 이탈리아 93번의 경기에 출전해 56골을 기록해, 대회 역대 최다 득점자로 이름을 올리고 있고, 통산 300번 골망을 흔들어 이탈리아의 역대 최다 득점 9위에 올라 있다.

## 클럽 경력
알토벨리는 라티나 도 손니노 출신이다. 세리에 C의 라티나와 세리에 B의 브레시아에서 활동하던 그는 1977년에 세리에 A의 인테르나치오날레에 입단해 466번의 경기에 출전해 209골(이 중 세리에 A에서 128골)을 득점했다. 그는 1980년 소속 구단이 방패를 따는 과정에서 15골을 기록하며 큰 공을 세웠고, 1978년과 1982년에는 코파 이탈리아 2회 우승에 일조했는데, 이 중 1982년 대회에서는 9골로 최다 득점자로서 대회를 마쳤다. 알토벨리는 1978-79 시즌 유러피언 컵위너스컵에서 7골을 기록한 대회 최다 득점자이기도 했는데, 인테르나치오날레는 대회 8강까지 올라갔다. 오랜 기간 인테르나치오날레에서 활약하던 그는 1988-89 시즌에 유벤투스에서 1년을 보냈고, 이후, 세리에 B의 브레시아로 복귀해 1989-90 시즌을 보내고 현역 은퇴했다.

## 국가대표팀 경력
알토벨리는 1980년부터 1988년까지 이탈리아 국가대표팀 경기에 61번 출전해 25골을 기록해 현재 이탈리아 국가대표팀 역대 최다 득점 6위에 이름을 올렸다. 그의 가장 회자되는 골은 1982년 월드컵 결승전에서 기록한 이탈리아의 3번째 골로, 이탈리아는 서독에 3-1로 이기며 통산 3번째 대회 우승을 거두었다. 그는 경기 시작 7분 만에 부상당한 프란체스코 그라치아니와 교체되어 들어가 월드컵 결승전에서 득점을 기록한 2번째 교체 투입 선수로 기록되었다.(월드컵 결승전에서 교체 투입 후 득점한 선수는 1978년의 딕 나닝아가 최초로, 이후 루디 푈러와 마리오 괴체가 각각 1986년과 2014년에 이 명단에 이름을 올렸다) 알토벨리는 유로 1980에도 참가했는데, 이탈리아는 이 대회를 안방에서 치러 4위로 마감했고, 1986년 월드컵에도 참가해 4골을 기록했지만, 전 대회 우승국은 16강에서 더 나아가지 못하고 침몰했다. 그는 유로 1988에도 이탈리아를 대표로 참가해 선수단의 주장을 맡아 준결승전까지 올랐지만, 선발로 출전하지 못해 실질적으로 주세페 베르고미가 주장을 맡았다. 그는 교체로 4경기에 출전해 2-0으로 승리한 덴마크와의 조별 리그 경기에 투입 직후 득점을 기록했다.

## 경기 방식
알토벨리는 골 결정력이 뛰어난 공격수로, 완전체의 세계구급 스트라이커로 평가되었다. 다재다능한 중앙 공격수로, 골냄새를 잘 맡으며, 머리로 정확한 조준력, 힘, 고공 경합력, 민첩함, 운동신경이 결합해 공중 경합에도 최적화되었다. 그는 빠르고, 근면하며, 기회를 잘 포착하는 선수로, 기술적으로도 출중하며, 선천적으로 왼발잡이지만 어느 발로든 정확한 조준력을 자랑했다. 가냘픈 체구에도 불구하고, 균형이 잘 잡히고, 준수한 수준의 힘을 지녔다. 또한, 그는 공을 문전까지 잘 끌고가 동료에게 건네주기도 했다.

## 은퇴 후
은퇴 후, 그는 비치사커 국가대표팀에서 활약해 1995년과 1996년 비치사커 세계 선수권 대회에 참가해 득점왕에 등극했다.
1990년대에 그는 정치계에 입문했다. 그는 파도바에서 단장직을, 인테르나치오날레에서 스카우트를 역임하기도 했다.
2000년대에는 알 자지라의 평론가로 활동했다. 2020년 9월부터, 그는 RAI의 방송 프로그램 "모든 경기장으로"(A tutto campo)에서 평론가를 맡았다. 그는 "90분"(90º minuto)의 평론가로 출연했다.

## 경력 통계

### 클럽
| 구단             | 시즌      | 리그      | 리그 | 리그 | 컵   | 컵 | 대륙 | 대륙 | 합계 | 합계 |
| 구단             | 시즌      | 리그명    | 출장 | 골   | 출장 | 골 | 출장 | 골   | 출장 | 골   |
| ---------------- | --------- | --------- | ---- | ---- | ---- | -- | ---- | ---- | ---- | ---- |
| 라티나           | 1973–74   | 세리에 C  | 28   | 15   | —    | —  | —    | —    | 28   | 15   |
| 브레시아         | 1974–75   | 세리에 B  | 16   | 2    | 1    | 0  | —    | —    | 17   | 2    |
| 브레시아         | 1975–76   | 세리에 B  | 26   | 11   | 4    | 0  | —    | —    | 30   | 11   |
| 브레시아         | 1976–77   | 세리에 B  | 34   | 13   | 3    | 3  | —    | —    | 37   | 16   |
| 브레시아         | 합계      | 합계      | 76   | 26   | 8    | 3  | —    | —    | 84   | 29   |
| 인테르나치오날레 | 1977–78   | 세리에 A  | 28   | 10   | 10   | 4  | 2    | 0    | 40   | 14   |
| 인테르나치오날레 | 1978–79   | 세리에 A  | 29   | 11   | 2    | 1  | 6    | 7    | 37   | 19   |
| 인테르나치오날레 | 1979–80   | 세리에 A  | 29   | 15   | 5    | 4  | 4    | 3    | 38   | 22   |
| 인테르나치오날레 | 1980–81   | 세리에 A  | 29   | 12   | 4    | 1  | 8    | 4    | 41   | 17   |
| 인테르나치오날레 | 1981–82   | 세리에 A  | 29   | 9    | 9    | 9  | 4    | 3    | 42   | 21   |
| 인테르나치오날레 | 1982–83   | 세리에 A  | 30   | 15   | 11   | 4  | 5    | 3    | 46   | 22   |
| 인테르나치오날레 | 1983–84   | 세리에 A  | 28   | 10   | 5    | 3  | 6    | 2    | 39   | 15   |
| 인테르나치오날레 | 1984–85   | 세리에 A  | 30   | 17   | 11   | 6  | 10   | 2    | 51   | 25   |
| 인테르나치오날레 | 1985–86   | 세리에 A  | 29   | 9    | 6    | 4  | 10   | 6    | 45   | 19   |
| 인테르나치오날레 | 1986–87   | 세리에 A  | 28   | 11   | 7    | 5  | 8    | 3    | 43   | 19   |
| 인테르나치오날레 | 1987–88   | 세리에 A  | 28   | 9    | 10   | 5  | 6    | 2    | 44   | 16   |
| 인테르나치오날레 | 합계      | 합계      | 317  | 128  | 80   | 46 | 69   | 35   | 466  | 209  |
| 유벤투스         | 1988–89   | 세리에 A  | 20   | 4    | 6    | 7  | 8    | 4    | 35   | 15   |
| 브레시아         | 1989–90   | 세리에 B  | 32   | 7    | 1    | 0  | —    | —    | 33   | 7    |
| 경력 합계        | 경력 합계 | 경력 합계 | 473  | 172  | 95   | 56 | 77   | 39   | 645  | 275  |

1. ↑  코파 이탈리아 출전 경기 기록
2. ↑  유러피언컵, UEFA컵, 및 유러피언 컵위너스컵 출전 경기 기록
3. 1 2 3 4 5 6 7 8 9  UEFA컵 출전 경기 기록
4. 1 2  유러피언 컵위너스컵 출전 경기 기록
5. ↑  유러피언컵 출전 경기 기록

### 국가대표팀
| 국가대표팀 | 연도 | 출장 | 골 |
| ---------- | ---- | ---- | -- |
| 이탈리아   | 1980 | 6    | 2  |
| 이탈리아   | 1981 | 3    | 0  |
| 이탈리아   | 1982 | 7    | 2  |
| 이탈리아   | 1983 | 4    | 1  |
| 이탈리아   | 1984 | 9    | 3  |
| 이탈리아   | 1985 | 7    | 3  |
| 이탈리아   | 1986 | 10   | 9  |
| 이탈리아   | 1987 | 10   | 4  |
| 이탈리아   | 1988 | 5    | 1  |
| 합계       | 합계 | 61   | 25 |

### 국가대표팀 득점 목록
아래의 점수에서 왼쪽의 점수가 이탈리아의 점수이며, 점수 열은 알토벨리의 득점 당시 상황을 나타낸다.
| #  | 날짜             | 경기장                                             | 상대           | 점수 | 결과 | 대회             | 주     |
| -- | ---------------- | -------------------------------------------------- | -------------- | ---- | ---- | ---------------- | ------ |
| 1  | 1980년 6월 22일  | 이탈리아 제노바 루이지 페라리스                    | 포르투갈       | 1–0  | 3–1  | 친선경기         | [ 25 ] |
| 2  | 1980년 6월 22일  | 이탈리아 제노바 루이지 페라리스                    | 포르투갈       | 2–1  | 3–1  | 친선경기         | [ 25 ] |
| 3  | 1982년 7월 11일  | 스페인 마드리드 산티아고 베르나베우                | 서독           | 3–0  | 3–1  | 1982년 월드컵    | [ 26 ] |
| 4  | 1982년 11월 13일 | 이탈리아 밀라노 산 시로                            | 체코슬로바키아 | 1–0  | 2–2  | 유로 1984 예선전 | [ 27 ] |
| 5  | 1983년 12월 22일 | 이탈리아 페루자 레나토 쿠리                        | 키프로스       | 1–0  | 3–1  | 유로 1984 예선전 | [ 28 ] |
| 6  | 1984년 3월 3일   | 튀르키예 이스탄불 이뇌뉘                           | 튀르키예       | 2–1  | 2–3  | 친선경기         | [ 29 ] |
| 7  | 1984년 5월 26일  | 캐나다 토론토 바시티 스타디움                      | 캐나다         | 1–0  | 2–0  | 친선경기         | [ 30 ] |
| 8  | 1984년 12월 9일  | 이탈리아 페스카라 아드리아티코 - 조반니 코르나키아 | 폴란드         | 1–0  | 2–0  | 친선경기         | [ 31 ] |
| 9  | 1985년 2월 5일   | 아일랜드 더블린 데일리먼트 파크                    | 아일랜드       | 2–0  | 2–0  | 친선경기         | [ 32 ] |
| 10 | 1985년 6월 6일   | 멕시코 멕시코 시 아스테카                          | 잉글랜드       | 2–1  | 2–1  | 친선경기         | [ 33 ] |
| 11 | 1985년 9월 25일  | 이탈리아 레체 비아 델 마레                         | 노르웨이       | 1–0  | 1–2  | 친선경기         | [ 34 ] |
| 12 | 1986년 3월 26일  | 이탈리아 우디네 프리울리                           | 오스트리아     | 1–1  | 2–1  | 친선경기         | [ 35 ] |
| 13 | 1986년 5월 11일  | 이탈리아 나폴리 산 파올로                          | 중화인민공화국 | 2–0  | 2–0  | 친선경기         | [ 36 ] |
| 14 | 1986년 5월 31일  | 멕시코 멕시코 시 아스테카                          | 불가리아       | 1–0  | 1–1  | 1986년 월드컵    | [ 37 ] |
| 15 | 1986년 6월 5일   | 멕시코 푸에블라 콰우테모크                         | 아르헨티나     | 1–0  | 1–1  | 1986년 월드컵    | [ 38 ] |
| 16 | 1986년 6월 10일  | 멕시코 푸에블라 콰우테모크                         | 대한민국       | 1–0  | 3–2  | 1986년 월드컵    | [ 39 ] |
| 17 | 1986년 6월 10일  | 멕시코 푸에블라 콰우테모크                         | 대한민국       | 2–1  | 3–2  | 1986년 월드컵    | [ 39 ] |
| 18 | 1986년 11월 15일 | 이탈리아 밀라노 산 시로                            | 스위스         | 2–1  | 3–2  | 유로 1988 예선전 | [ 40 ] |
| 19 | 1986년 11월 15일 | 이탈리아 밀라노 산 시로                            | 스위스         | 3–1  | 3–2  | 유로 1988 예선전 | [ 40 ] |
| 20 | 1986년 12월 6일  | 몰타 타 알리 국립경기장                            | 몰타           | 2–0  | 2–0  | 유로 1988 예선전 | [ 41 ] |
| 21 | 1987년 1월 24일  | 이탈리아 베르가모 시립 경기장                      | 몰타           | 3–0  | 5–0  | 유로 1988 예선전 | [ 42 ] |
| 22 | 1987년 1월 24일  | 이탈리아 베르가모 시립 경기장                      | 몰타           | 4–0  | 5–0  | 유로 1988 예선전 | [ 42 ] |
| 23 | 1987년 2월 14일  | 포르투갈 리스본 국립 경기장                        | 포르투갈       | 1–0  | 1–0  | 유로 1988 예선전 | [ 43 ] |
| 24 | 1987년 9월 23일  | 이탈리아 피사 가리발디 - 로메오 안코네타니         | 유고슬라비아   | 1–0  | 1–0  | 친선경기         | [ 44 ] |
| 25 | 1988년 6월 17일  | 서독 쾰른 뮝게어스도퍼 슈타디온                    | 덴마크         | 1–0  | 2–0  | 유로 1988        | [ 45 ] |

## 수상
인테르나치오날레
- 세리에 A: 세리에 A 1979-801979–80
- 코파 이탈리아: 1977–78, 1981–82

이탈리아
- 월드컵: 1982

개인
- 유러피언 컵위너스컵 득점왕: 1978–79[2][3]
- 코파 이탈리아 득점왕: 1981–82[2][3][46]

- 비치사커 월드컵 득점왕: 1995,[15] 1996[15]
- 이탈리아 축구 명예의 전당: 2022[47]